# Февраль 2024 года

Список событий февраля 2024 года.

## События
- 1 февраля
  - ЕС согласовал пакет помощи Украине в размере 50 млрд евро, из них 33 млрд евро — кредиты, остальное — гранты[1].
  - Спорт
    - В Республике Корея завершились IV зимние юношеские Олимпийские игры[2].
- 2 февраля
  - Спорт
    - Игроки Национальной хоккейной лиги выступят на Олимпийских играх 2026 и 2030 годов после того, как пропустили Игры 2018 и 2022 годов[3].
- 3 февраля
  - В результате удара в оккупированном Лисичанске погиб «министр чрезвычайных ситуаций» ЛНР и ряд коллаборантов. Россия заявила о 28 погибших[4][5].
- 4 февраля
  - Олег Кононенко установил новый мировой рекорд по суммарному пребыванию в космосе. Он превысил достижение Геннадия Падалки, который за пять космических полетов находился в космосе 878 суток 11 часов 29 минут 48 секунд[6].
  - Президентские выборы в США: Действующий президент США Джо Байден одержал победу на демократических праймериз в Южной Каролине.
- 5 февраля
  - В Чили начался двухдневный траур по жертвам лесных пожаров, продолжающихся с начала февраля. Погибло по крайней мере 112 человек, ещё сотни числятся пропавшими без вести, от огня пострадали 14 тысяч домов[7].
  - У Карла III диагностирован рак[8].
- 6 февраля
  - Президент Украины Владимир Зеленский подписал указ о создании нового рода войск — Сил беспилотных систем[9][10]
  - В результате крушения вертолёта погиб[англ.] бывший президент Чили Себастьян Пиньера[11].
  - Спорт
    - Сборная Иордании по футболу впервые в истории вышла в финал Кубка Азии, переиграв сборную Республики Корея со счётом 2:0. Ранее иорданцы не проходили далее 1/4 финала[12].
- 7 февраля
  - В результате двойного теракта в пакистанской провинции Белуджистан погибло как минимум 28 человек, взрывы произошли за день до начала парламентских выборов[англ.][13].
  - Прокурор Хабаровского края потребовал признать экстремистским движение «Я/Мы Сергей Фургал» и запретить его деятельность в России[14].
  - Спорт
    - В чешском Нове-Место-на-Мораве начался чемпионат мира по биатлону. Будет разыграно 12 комплектов наград. В первый день золото в смешанной эстафете впервые с 2016 года выиграла сборная Франции[15].
    - Талисманами зимних Олимпийских и Паралимпийских игр 2026 года в Италии выбраны горностаи Тина и Мило соответственно. У Мило нет одной лапки. Горностаев будут сопровождать 6 снежинок по имени Фло[16].

  - Президентские выборы в Азербайджане: действующий президент Ильхам Алиев лидирует с существенным отрывом[17].
- 8 февраля
  - Отставки и назначения
    - Александр Сырский сменил Валерия Залужного на посту главнокомандующего Вооружённых сил Украины[18] по указу президента Украины Владимира Зеленского.

  - Политика
    - Центральная избирательная комиссия Российской Федерации утвердила окончательный список кандидатов на выборах президента РФ. В списке 4 человека: Владимир Путин, Николай Харитонов, Леонид Слуцкий, Владислав Даванков[19][20].
    - Такер Карлсон взял интервью у президента России Владимира Путина[21], это его первое интервью западному журналисту с начала полномасштабного вторжения на Украину[22].

  - Наука и технологии
    - В последнем запуске токамака ДЖЭТ был установлен рекорд выхода энергии — за 5 секунд 0,2 мг топлива было превращено в 69 МДж энергии[23].
    - Январь 2024 года стал самым тёплым январём за всю историю наблюдений. Также впервые 12-месячный период (с февраля 2023 года по январь 2024 года) был теплее доиндустриального уровня на 1,5 °C[24].

  - Спорт
    - Представлен дизайн медалей летних Олимпийских и Паралимпийских игр 2024 года в Париже[25].
- 9 февраля
  - Суд арестовал блогера из Самары по обвинению в реабилитации нацизма за то, что в июле 2023 года она сняла видео у памятника «Родина-мать зовет!» в Волгограде, где изобразила, что щекочет грудь монумента[26]. Башкирский активист записал извинения за призыв скрыть «срамные места» этого памятника[27][28].
- 10 февраля
  - Президент Венгрии Каталин Новак и министр юстиции Юдит Варга подали в отставку после скандала в связи с помилованием замдиректора детского дома, осуждённого на 3 года за покрывательство сексуального насилия над детьми[29].
  - Армия Израиля обнаружила дата-центр ХАМАС под штаб-квартирой ближневосточного агентства ООН (БАПОР) в Газе[30][31]. См. также: Причастность БАПОР к нападению ХАМАСа на Израиль.
  - Спорт
    - Катар выиграл Кубок Азии по футболу второй раз подряд, победив в финале турнира, проходившего в Катаре, Иорданию благодаря хет-трику с пенальти Акрама Афифа[32].
- 11 февраля
  - Политика и выборы
    - Президентские выборы в Финляндии: президентом избран 55-летний Александр Стубб, опередивший во втором туре Пекку Хаависто[33].

  - Спорт
    - Сборная Кот-д’Ивуара по футболу третий раз победила в Кубке африканских наций, переиграв в финале в Абиджане команду Нигерии[34].
    - В ДТП в Кении погиб действующий рекордсмен мира в марафоне Келвин Киптум[35].
    - «Канзас-Сити Чифс» второй раз подряд выиграли Супербоул, победив «Сан-Франциско Форти Найнерс»[36].
- 13 февраля
  - В Германии на дне Мекленбургской бухты найдена каменная стена для загонной охоты, возрастом около 11 тысяч лет, которая предположительно является древнейшим монументальным сооружением в Европе[37].
  - Азербайджано-армянский пограничный кризис (с 2021): Произошла перестрелка на границе Армении и Азербайджана, по информации Министерства обороны Армении, погибли четверо армянских военнослужащих, один получил ранение[38].
  - Апелляционный суд приговорил социолога Бориса Кагарлицкого к пяти годам колонии общего режима[39].
- 14 февраля
  - Вторжение России на Украину (с 2022): ВСУ атаковали российский большой десантный корабль «Цезарь Куников» несколькими морскими беспилотными аппаратами «MAGURA V5» вблизи побережья Алупки[40][41]. ГУР Украины сообщило, что корабль получил критические пробоины по левому борту и начал тонуть, а также опубликовало видеозапись атаки. По неподтвержденной информации корабль затонул полностью, минобороны России эту информацию не комментировало[42].
  - В Канзас-Сити во время чемпионского парада в честь победы клуба «Канзас-Сити Чифс» в Супербоул LVIII произошла стрельба, погиб 1 человек, более 20 пострадали[43].
- 15 февраля
  - Лунный посадочный аппарат Nova-C миссии IM-1 «Одиссей» запущен ракетой-носителем Falcon 9 компании SpaceX с площадки LC-39A Космического центра имени Кеннеди на мысе Канаверал во Флориде[44]
  - Вторжение России на Украину (с 2022): в результате ракетного обстрела города Белгород погибло 7 мирных жителей и 20 получили ранения[45]
  - Спорт
    - В Калгари начался чемпионат мира по конькобежному спорту на отдельных дистанциях[46]
    - В Дубае начался чемпионат мира по пляжному футболу. Сборная Украины отказалась от участия в турнире из-за допуска сборной Белоруссии[47]
- 16 февраля
  - Лидер российской оппозиции Алексей Навальный умер в возрасте 47 лет. Политик отбывал 19-летний срок в колонии особого режима в поселке Харп за полярным кругом. В тот же день в России и многих странах мира люди начали возлагать цветы в память о Навальном. В России полиция за первые дни задержала более 400 человек[48].
- 17 февраля
  - Вторжение России на Украину: российские войска заняли Авдеевку в Донецкой области, бои за которую шли два года[49].
- 18 февраля
  - Спорт
    - В чешском Нове-Место-на-Мораве завершился чемпионат мира по биатлону. У мужчин на втором чемпионате мира подряд медали во всех 7 видах программы завоевал 30-летний Йоханнес Тиннес Бё (3 золота, 3 серебра, 1 бронза). По общему количеству золотых медалей на чемпионатах мира Бё сравнялся с рекордсменом по этому показателю Уле Эйнаром Бьёрндаленом (по 20). У женщин 4 золота завоевала француженка Жюлья Симон, 3 золота в активе Жюстин Брезаз-Буше. Всего медали завоевали представители 6 стран[50][51].
    - В Бухаресте завершился чемпионат Европы по борьбе. В нейтральном статусе в турнире приняли участие борцы из России и Белоруссии[52].
    - В Дохе завершился чемпионат мира по водным видам спорта. Шведская пловчиха Сара Шёстрём выиграла как минимум одно золото на седьмом чемпионате мира подряд[53].
    - В Калгари завершился чемпионат мира по конькобежному спорту на отдельных дистанциях. 19-летний американец Джордан Штольц выиграл золото на дистанциях 500, 1000 и 1500 метров на втором чемпионате мира подряд[54].
    - Клуб НХЛ «Питтсбург Пингвинз» вывел из обращения 68-й номер в честь Яромира Ягра, который выступал за клуб в 1990—2001 годах. Ягр занимает второе место по набранным очкам в истории НХЛ[55].
- 19 февраля
  - Преступления и происшествия
    - Испанские СМИ сообщили, а ГУР МО Украины подтвердило убийство в испанском Аликанте бывшего российского пилота Максима Кузьминова, который в августе 2023 года перелетел со своим вертолётом в Украину. Ранее офицеры ГУ ГШ ВС РФ в эфире телеканала «Россия 1» заявляли, что получили приказ на убийство Кузьминова[56][57].

  - Политика и выборы
    - Вдова российского политика Алексея Навального, умершего в заключении, Юлия Навальная заявила, что продолжит дело мужа, связанное с оппозиционной деятельностью в России[58].

  - Спорт
    - Клуб НХЛ «Миннесота Уайлд» победил «Ванкувер Кэнакс» со счётом 10:7. «Уайлд» забросили 6 шайб за 5 минут и 45 секунд, это лучший результат в НХЛ в XXI веке. Два хоккеиста «Уайлд» и один хоккеист «Кэнакс» забросили в матче по три шайбы[59].

  - Наука и технологии
    - Нейросеть Sora для генерации видео по текстовому описанию, разработанная кампанией OpenAI, превосходит по качеству все предыдущие модели этого типа[60].
- 20 февраля
  - Радио «Свобода» признали в России нежелательной организацией[61].
  - ВСУ нанесли удар по российскому полигону близ села Трудовское Донецкой области. В результате удара из M142 HIMARS погибло не менее 60 человек[62].
- 21 февраля
  - Тираж еженедельника «Собеседник», вышедший накануне с портретом погибшего политика Алексея Навального на первой полосе и посвященным ему первым разворотом, был арестован и изъят из продажи[63].
  - В провинции Западная Ява впервые в истории Индонезии наблюдалось сильное торнадо, пострадали по крайней мере 33 человека[64].
  - Спорт
    - В Казани открылись Игры Будущего[65].
    - Форвард «Торонто Мейпл Лифс» Остон Мэттьюс забросил первые 50 шайб за сезон в НХЛ быстрее всех с 1996 года. Ему понадобилось 54 матча[66].
- 22 февраля
  - Президент США Джо Байден встретился с вдовой и дочерью Алексея Навального[67]; Белый дом анонсировал новые санкции против России из-за смерти Навального[68], и призвал российские власти отдать тело Алексея его матери[69].
  - Биржевой индекс Токийской фондовой биржи Nikkei 225 обновил рекорд, державшийся с 29 декабря 1989 года (выше 39 000 пунктов)[70].
  - В результате пожара в многоэтажном жилом доме в Валенсии (Испания) погибли по крайней мере девять человек. Дом полностью сгорел.[71].
  - В Гуанчжоу (Китай) баржа-контейнеровоз врезалась в мост, что привело к его частичному обрушению и гибели пяти человек[72].
- 23 февраля
  - Российский самолёт А-50У был сбит у хуторов Борец Труда и Трудовая Армения в Каневском районе Краснодарского края.
  - Миссия Intuitive Machines Mission 1: посадочный модуль Nova-C американской частной компании Intuitive Machines совершил посадку на поверхность Луны в кратере Малаперт A[73]
- 24 февраля
  - Из-за атаки беспилотников начался пожар на Новолипецком металлургическом комбинате[74]
  - Спорт
    - Швейцарец Марко Одерматт третий раз подряд стал обладателем Кубка мира по горнолыжному спорту за 10 стартов до финиша сезона. Победа в гигантском слаломе в Палисадес Тахо стала для него 11-й победой на этапах в текущем сезоне[75].
- 25 февраля
  - Наука
    - Японское агентство аэрокосмических исследований (JAXA) сообщило о возобновлении связи с лунным модулем SLIM. Модуль пережил двухнедельную ночь на Луне, хотя предполагалось, что его электроника не сможет выдержать суровой лунной ночи без обогрева, оборудование модуля не было рассчитано на работу в условиях лунной ночи — при температуре минус 130 °C электроника аппарата должна была выйти из строя[76][77].

  - Международные конфликты
    - Вторжение России на Украину: президент Украины Владимир Зеленский впервые с начала конфликта в феврале 2022 года назвал количество потерь Вооружённых сил Украины — 31 тыс. чел. Потери РФ он оценил в 180 тыс. чел. убитыми[78].

  - Искусство
    - Завершился 74-й Берлинский международный кинофестиваль[79].

  - Военнослужащий Военно-воздушных сил США поджёг себя возле здания посольства Израиля. Он сообщил, что его зовут Аарон Бушнелл, он не хочет «больше быть соучастником геноцида» и его страдания несоизмеримы со страданиями палестинцев[80]. На следующий день Бушнелл умер в больнице[81].
- 27 февраля
  - В Китае беспилотное аэротакси впервые совершило междугородний перелёт[82].
  - 93-летняя Рут Готтесман пожертвовала 1 миллиард долларов Медицинскому колледжу Альберта Эйнштейна[англ.] в Нью-Йорке, в котором она когда-то училась. Это крупнейшее пожертвование такого типа, когда-либо сделанное в Соединенных Штатах. Деньги покроют плату за обучение всех его нынешних и будущих студентов, отныне обучение в одном из самых престижных учебных заведений в США станет полностью бесплатным[83].
  - Российского правозащитника и главу «Мемориала» Олега Орлова приговорили к двум с половиной годам колонии[84][85].
  - Спорт
    - Норвежский форвард «Манчестер Сити» Эрлинг Холанн забил 5 мячей в матче 1/8 финала Кубка Англии против «Лутона» (6:2)[86].
- 29 февраля
  - Принята резолюция Европарламента о поддержке российской демократической оппозиции.
  - По данным ХАМАС, число погибших палестинцев с начала войны в Газе превысило 30 тысяч[87].
  - Спорт
    - Чемпион мира по футболу 2018 года Поль Погба, выступающий за «Ювентус», дисквалифицирован на 4 года из-за положительного допинг-теста на тестостерон[88].